# Spielplatz

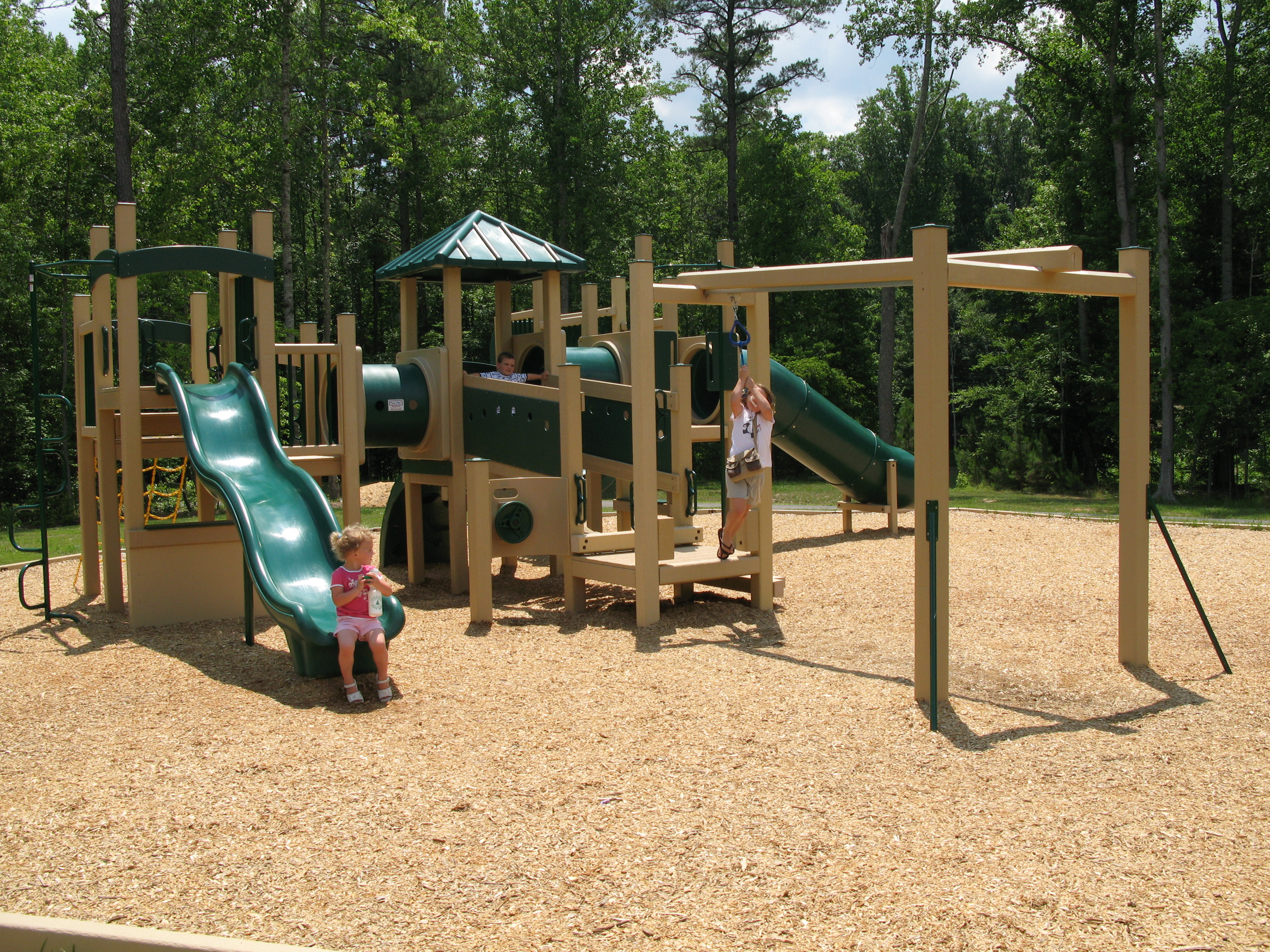
Spielplatz

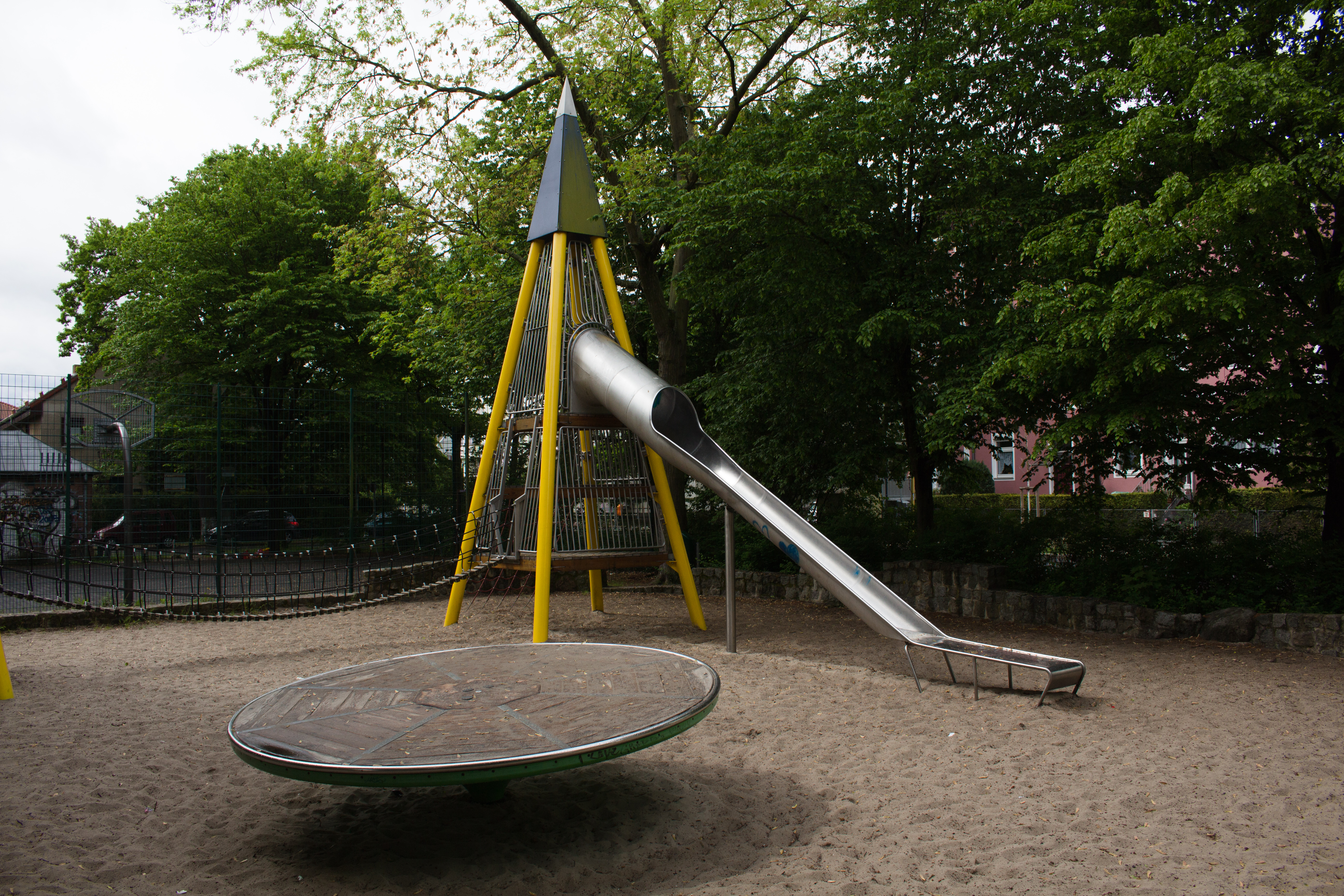
Spielplatz in Berlin-Lichtenrade

Ein Spielplatz oder Kinderspielplatz ist ein Ort, an dem verschiedene Spielgeräte vorhanden sind, mit bzw. auf denen Kinder (meist bis 14 Jahre) spielen können. Spielplätze liegen oft in Siedlungen oder dicht besiedelten Gebieten. Selten gehört auch ein Bolzplatz (Platz für Ballspiele) zu dem Areal eines Spielplatzes. Als günstig gelten die Integration in Grünflächen und die Zuordnung von Rasenflächen. Zu finden sind Spielplätze auch in Indoorbereichen wie z. B. als Hallenspielplatz oder in Einkaufszentren und Raststätten.
Die Bauordnungen der meisten deutschen Bundesländer schreiben die Errichtung von Kinderspielplätzen explizit vor. So verlangt etwa Artikel 7 Absatz 3 Bayerische Bauordnung, dass bei der Errichtung von Gebäuden mit mehr als drei Wohnungen ein ausreichend großer Spielplatz anzulegen ist (allerdings kann sich die Gemeinde stattdessen mit dem Bauherrn auf einen Ablösungsvertrag, also eine Geldzahlung, die dann für öffentliche Spielplätze eingesetzt wird, einigen). Kaum ein größeres Wohnprojekt darf daher ohne dazugehörige Kinderspielplätze errichtet werden. Öffentliche und kommunale Spielplätze sind mindestens einmal pro Jahr auf ihre Tauglichkeit und Sicherheit zu überprüfen. Auch die Wohnungsbaugesellschaften sind gehalten, regelmäßig den Sand in den Kästen zu erneuern. Auf den meisten Spielplätzen gilt ein uneingeschränktes Hundeverbot.
Das Sozialverhalten, das Kinder auf dem Spielplatz entwickeln, wird zu Fertigkeiten, die bis in ihr Erwachsensein wirksam werden. Studien stellten fest, dass Spielplätze zu den wichtigsten Orten für die Entwicklung der Kinder außerhalb des häuslichen Bereiches gehören. Die meisten Formen des Spielens sind für eine gesunde Entwicklung wesentlich. Freies, spontanes Spielen, wie es auf Spielplätzen auftritt, gilt als eine vorteilhafte Art des Spielens.
Ab Herbst 2025 ersetzt die Verwaltung der Stadt Köln den Begriff „Spielplatz“ durch Spiel- und Aktionsfläche. Dieser Begriff soll auch auf neu anzubringenden Schildern zu sehen sein.

## Geschichte

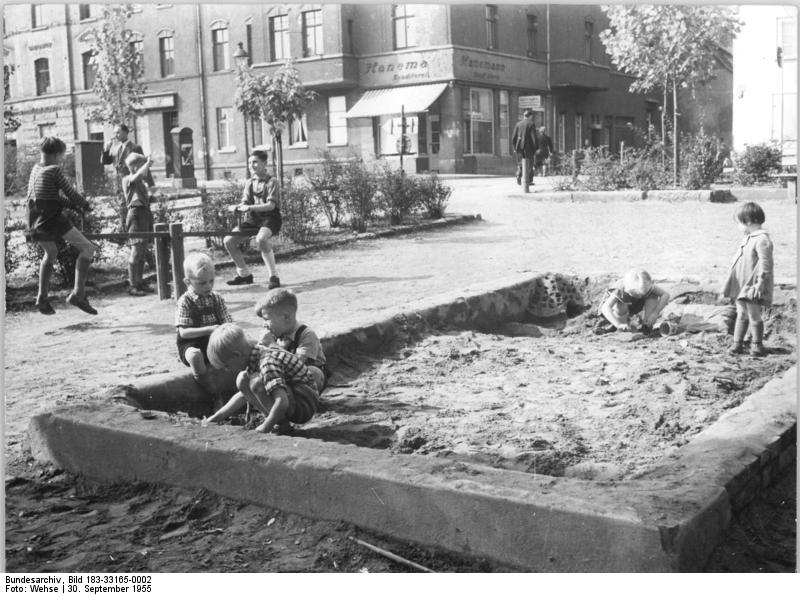
Sandkasten in Erfurt um 1955

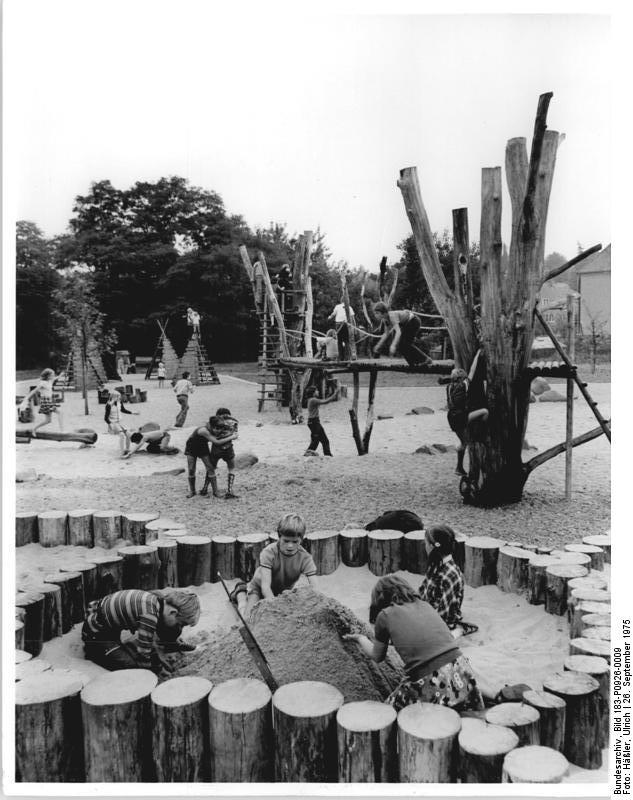
Abenteuerspielplatz in Dresden um 1975

Während des 19. Jahrhunderts entstanden die ersten Spielplätze als Schutzräume, die Kinder vor den Gefahren der zunehmend industrialisierten Großstadt bewahren sollten. Kinderspielplätze bestanden anfangs zumeist nur aus einem Haufen Sand. Wurde der Sandhaufen mit ein paar Brettern eingegrenzt, erhielt man einen Sandkasten. Ende des 19. Jahrhunderts richteten viele Großstädte solche Sandspielplätze ein. Später wurden Sandkästen nach deutschem Vorbild auch in US-amerikanischen Großstädten angelegt. Bis heute sind Spielplätze in erster Linie ein Stadtphänomen.

### Entwicklung
Bereits im frühen 19. Jahrhundert forderte der deutsche Arzt und Architekturtheoretiker Bernhard Christoph Faust im Rahmen der Sonnenbaulehre die Einrichtung von Kinderspielplätzen. Dies wurde in der Folge auch vermehrt umgesetzt.
In den 1950er- bis 1970er-Jahren entwickelte sich der Spielplatz zu einem Experimentierfeld für Pädagogen, Stadtplaner, Landschaftsarchitekten und Künstler. So erfand der ehemalige Profiboxer und spätere Bildhauer Joseph Brown die Kletterspinne, damit Kinder in einem solchen „Zappelnetz“ ihr Balancegefühl trainieren können. Eine vom Schweizer Künstler Yvan Pestalozzi erdachte gewundene Röhre zum Hindurchklettern – genannt „Lozziwurm“ – entwickelte sich in dieser Zeit sogar zum Exportschlager.
Als eine Art Gegenbewegung zum asphaltierten Kinderspielplatz wurde etwas später der sogenannte Abenteuerspielplatz entwickelt, der Kindern eine natürliche Umgebung und mehr Gestaltungsmöglichkeiten bieten sollte. Der erste deutsche Abenteuerspielplatz entstand 1967 im Märkischen Viertel in West-Berlin inmitten von Hochhäusern unter der Leitung eines „Playworker“ aus London, wo man damals bereits 20 Jahre lang Erfahrung mit solchen Spielplätzen gesammelt hatte. In der jungen Bundesrepublik galten Abenteuerspielplätze – zeitgemäß abgekürzt mit ASP – lange Zeit als linke, antiautoritäre Projekte.
In den USA konnte sich das Konzept Abenteuerspielplatz aus Angst vor Unfällen und hohen Schadensersatzforderungen nie durchsetzen. Die Angst vor Klagen hat mittlerweile zur Schließung vieler amerikanischer Spielplätze geführt, sofern sie nicht radikal umgestellt und anschließend höchstens noch für Kleinkinder attraktiv ausgestaltet worden sind. Auch im deutschsprachigen Raum steht der Sicherheitsaspekt zunehmend im Vordergrund, Freiräume schwinden. Zeitgleich gewinnen Spielplätze vermehrt an Bedeutung hinsichtlich des Prestiges von Großstädten, die so ihre Kinderfreundlichkeit im internationalen Wettbewerb unter Beweis stellen wollen.

### Kunst

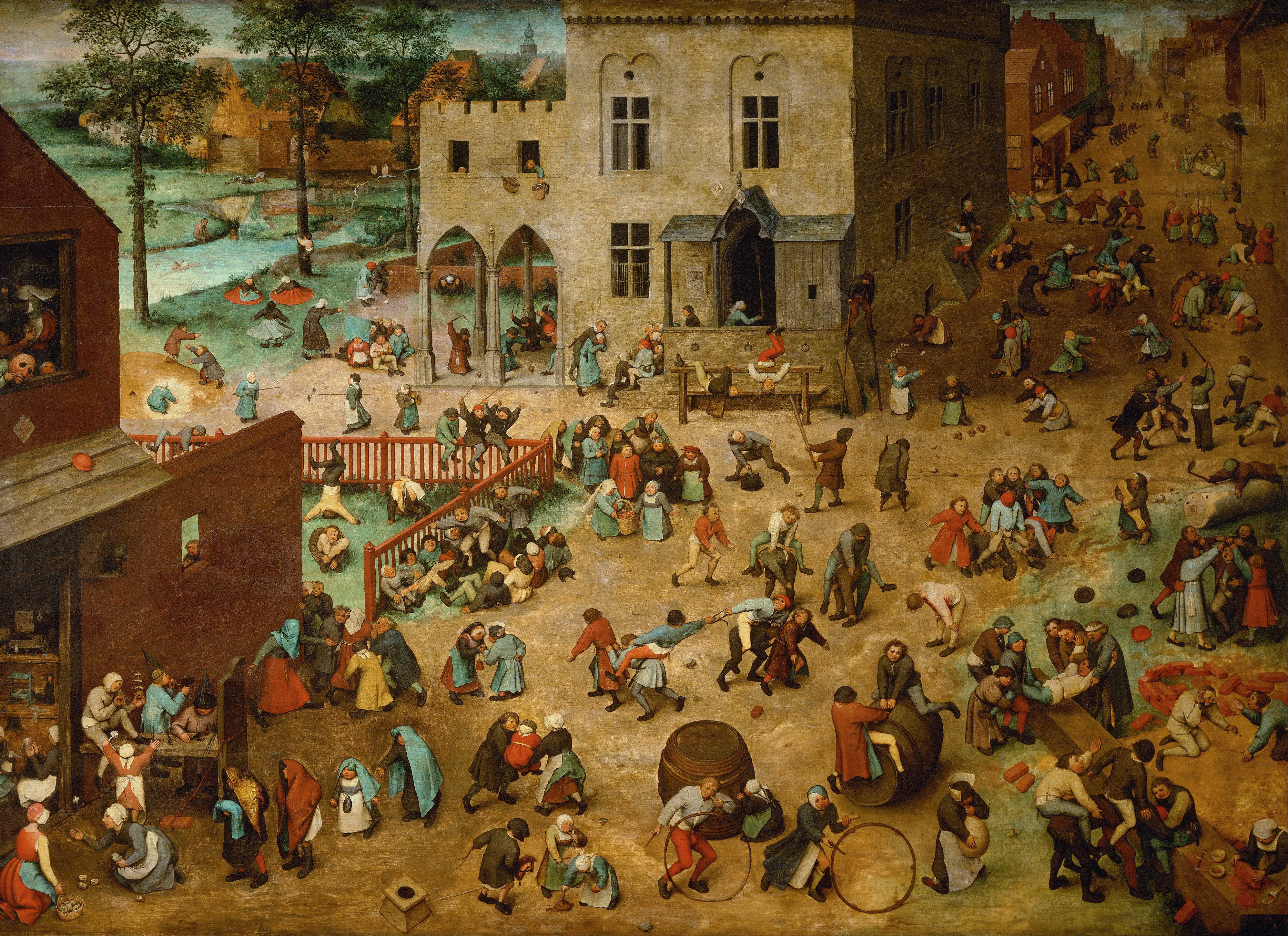
Spielplatz Straße: Die Kinderspiele von Pieter Bruegel dem Älteren, 1560

Die wohl älteste künstlerische Darstellung eines öffentlichen Platzes, auf dem Kinder spielen, ist das Gemälde Die Kinderspiele des flämischen Malers Pieter Bruegel der Ältere.

## Rechtliche Grundlagen
Öffentliche Spielplätze sind die frei zugänglichen Spielplätze der Kommunen. In Deutschland sind zudem alle Spielplätze von Wohngebäuden (außer Einfamilienhäusern), Schulen, Kindergärten, Restaurants, Einkaufszentren, touristisch genutzten Anlagen, Vereinen und Ähnlichem in Outdoor- sowie Indoorbereichen öffentlich.
Öffentliche Spielplätze und die dortigen Spielgeräte müssen in der Europäischen Union seit 1998 der europäischen Norm EN 1176 und 1177 entsprechen. In Deutschland galt davor die deutsche Norm DIN 7926. Ebenfalls zu beachten sind dort die DIN 18034 (Spielplätze und Freiräume zum Spielen –
Anforderungen für Planung, Bau und Betrieb) und für Spielplätze in Schulen und Kindergärten die Regelwerke der DGUV (Deutsche-Gesetzliche-Unfallversicherung). Im Verantwortungsbereich des Spielplatzbetreibers liegen nicht nur die Errichtung und sachgemäße Aufstellung und Anordnung der Spielgeräte, sondern auch die laufende Instandhaltung und Wartung.
Für private Spielplätze und Spielgeräte (das sind nur die ausschließlich eigengenutzten) gilt in der EU die schwächere EN 71. Die nach dieser Norm gebauten Geräte sind billiger, aber auch labiler, weniger haltbar und weniger langlebig und auch aus diesem Grund auch aus wirtschaftlichen Gründen nicht für Spielplätze von Kindergärten, gemeinsam genutzten Wohnungsbauten usw. geeignet.
Diese Normen (insbesondere EN 1176 und EN 1177) sind ein Maßstab dafür, welche Vorkehrungen grundsätzlich beim Bau und Betrieb eines Spielplatzes zu berücksichtigen sind. Sie bestimmen Inhalt und Umfang der Verkehrssicherungspflichten, da sie einen Hinweis auf den Stand der anerkannten Regeln der Technik geben. In Deutschland kommt nach § 823 BGB bei Verstoß gegen eine dieser Normen eine Schadensersatzpflicht in Frage.

„Der Hersteller eines Spielgerätes hat in Bezug auf dessen konstruktive Anforderungen allerdings regelmäßig die anerkannten Regeln der Technik einzuhalten: Damit darf er sich begnügen, soweit diese Regeln nicht hinter der technischen oder wissenschaftlichen Entwicklung und jüngeren Gefahrenerkenntnissen hinterherhinken.“

Es sollten somit auch neuere Unfallereignisse berücksichtigt werden.

### Bestimmungen / Sicherheitsanforderungen
Die EN 1176 sagt aus, dass bis zu einer Fallhöhe von 0,60 Meter keine Anforderungen an das Fallschutzmaterial gestellt werden und die Ausdehnung des Fallraums 1,50 Meter um das Gerät beträgt. Dieser ist jedoch frei von Hindernissen und Gegenständen zu halten. Für Fallhöhen von 0,60 Meter bis 1,50 Meter muss der Fallraum 1,50 Meter breit sein und der Untergrund im Fallraum kann eine Rasenfläche sein. Ab einer Fallhöhe von 1,50 Meter ist geeigneter Sand, Kies, Holzschnitzel oder Rindenmulch in ausreichender Schichtdicke (z. B. 20 cm) oder synthetischer Fallschutz erforderlich.
Eine Sichtkontrolle soll bei stark frequentierten Spielplätzen bis zu täglich, eine operative Inspektion alle ein bis drei Monate (Prüfung auf Funktion und Stabilität) und jährlich muss durch einen unabhängigen Sachkundigen oder Sachverständigen die jährliche Hauptinspektion durchgeführt werden. Ebenso gilt eine unabhängige Abnahme bei neu installierten Geräten.

## Spielplatzgestaltung

### Alterszuordnungen
Die Spiel-, Sport- und Freizeitplätze sowie deren Spielanlagen und Geräte werden in der Planungsphase in folgende Altersgruppen aufgeteilt:
- Kleinkindbereich für 0–6-Jährige: nutzbare Spielfläche von mindestens 150 Quadratmeter, mindestens ausgestattet mit Sandkasten, Rutschen und einer Schaukel.
- Allgemeine Spielplätze für 6–12-Jährige: nutzbare Spielfläche von mindestens 2.000 Quadratmeter, ausgestattet mit unterschiedlichen Kletterkombinationen, Drehscheiben, Ballspielplätzen, Sandflächen, Hügel, Flächen für freies naturnahes Spiel, Tobeflächen, Bolzplätze.
- Spielplätze für 12–18-Jährige: Kletterwände, Ballspielbereiche einschließlich Tischtennisplatten, Skateeinrichtungen, gesonderte Sitzplatzgruppen fürs Plaudern, Flächen für freies und naturnahes Spiel; weitere Flächen für Sport und zum Kräfte messen; Jugendtreffpunkte.
- Pädagogisch betreute Spielplätze mit 4000 Quadratmetern Nutzfläche und zeitlich eingeschränkte Freizeitanlagen wie Eis- oder Rodelbahnen komplettieren das kommunale Spielplatzangebot.

Nicht direkt den Spielplätzen zugeordnet werden Ruhebereiche und Angebote für ältere Bürger, die beispielsweise ausgestattet werden mit:
Sitzgelegenheiten, Rasen- und Liegeflächen, Fitnessgeräte zum Trainieren von Kraft, Gleichgewicht, Beweglichkeit; Spiel mit der Familie; Trimm-dich- bzw. Vita-Parcours; Ballspielangebote inklusive Tischtennis und Boulebahnen; barrierefreie Wegeverbindungen; Flächen zum Laufen und Walken; Brettspiele; Rasenflächen für gymnastische Übungen und Meditation.

### Bauliches und Organisatorisches
- Verwendung von Pfostenschuhen an Holzpfosten verhindern die Verwitterung des Holzes durch direkten Kontakt mit dem Erdreich.
- Gleisbaubohlen (Bahnschwellen) enthaltenen meist gefährliche Holzschutzmittel. Anhand der Kennzeichnung der Schwellen kann festgestellt werden, ob die verwendeten Mittel unbedenklich sind.
- Verwendung von Sand, Gummigranulat oder Kies als Fallschutz
- Keine Verwendung von Spielgeräten nach EN 71 (z. B. aus Baumärkten) für öffentliche Spielplätze. Diese Geräte sind lediglich für den Privatgebrauch gedacht und sind weniger belastbar als Geräte nach EN 1176. Spielgeräte nach EN 71 oder bei Selbstbau müssen auf öffentlichen Spielplätzen auch die Vorgaben der Normenreihe EN 1176 erfüllen.

Die Planung der Spielgeräte sowie die Überwachung von Herstellung und Aufbau hat in der Europäischen Union von einem Sachverständigen auf Grundlage der EN 1176/ 1177 zu erfolgen. Zum Bau der Spielgeräte selber ist keine Qualifikation erforderlich. Eine Prüfung durch den TÜV oder ähnliche Institutionen muss (in Deutschland) nicht erfolgen.
Die Abstimmung mit der zuständigen Versicherung (in Deutschland meistens die Landesunfallkasse [LUK] bzw. Gemeinde-Unfallversicherung [GUV]) ist zu empfehlen, da nach einer Zustimmung auch die Haftung von der Versicherung übernommen wird.
Die Abnahme wird vom Planer oder einem anderen Sachverständigen durchgeführt und in einem Bericht festgehalten, der ebenso wie alle weiteren Prüfberichte in einer Spielgeräteakte gesammelt werden sollte.
In Berlin erfolgt die Instandhaltung von Freizeitanlagen auf der Grundlage der Ausführungsvorschrift Verkehrssicherheit öffentliche Spielplätze des Senats.

### Spielplatzgeräte (Auswahl)
Spielgeräte sind unter anderem: Spieltürme, Kletterwände, Klettergeräte, Miniaturholzhäuser, Rutschbahnen, Schaukeln, Wippen, Sandkästen, Karusselle, Seilbahnen, Wasserspielgeräte (z. B. Matschanlagen), Balancier- und Turngeräte etc.

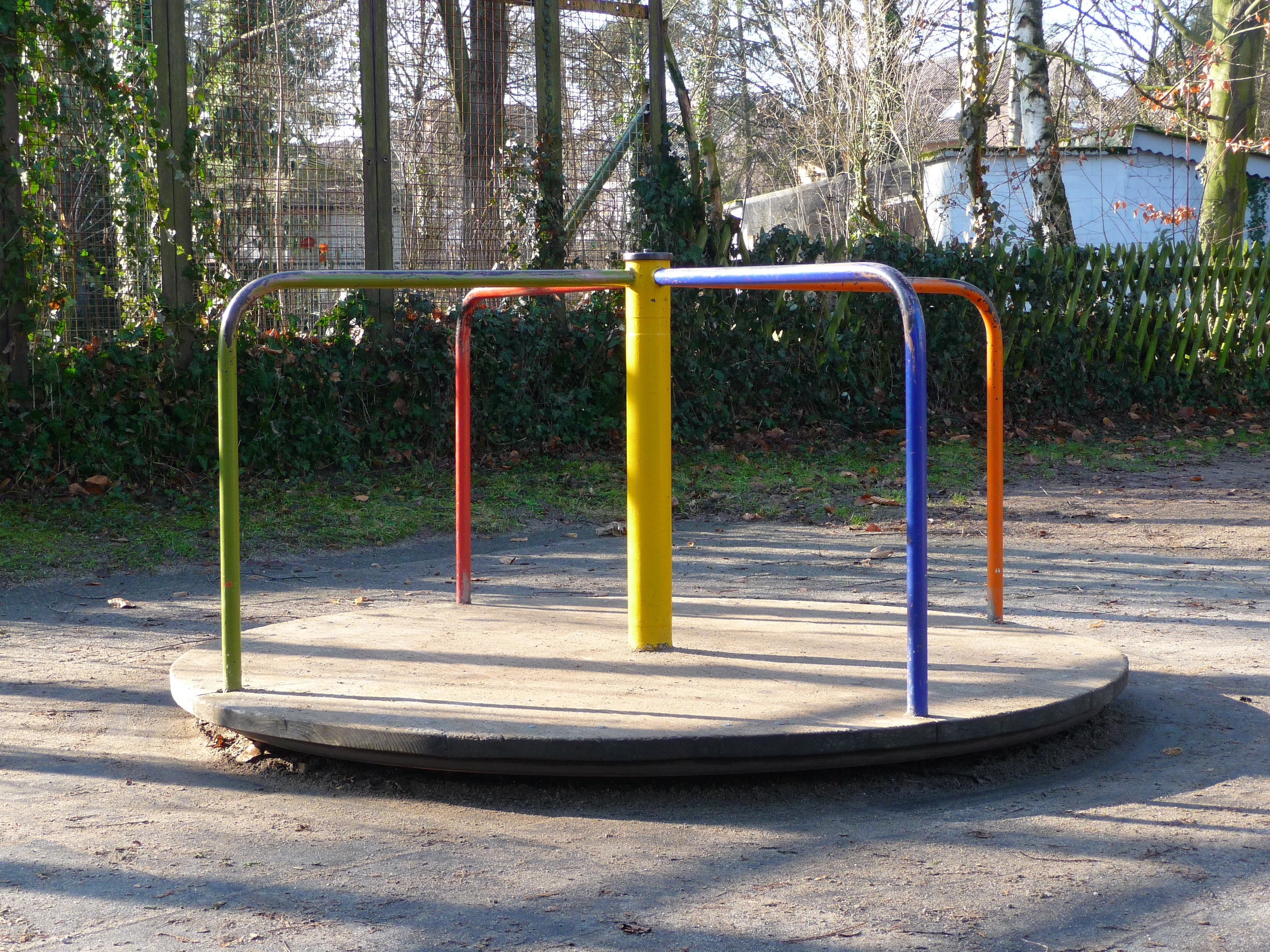
Stehkarussell
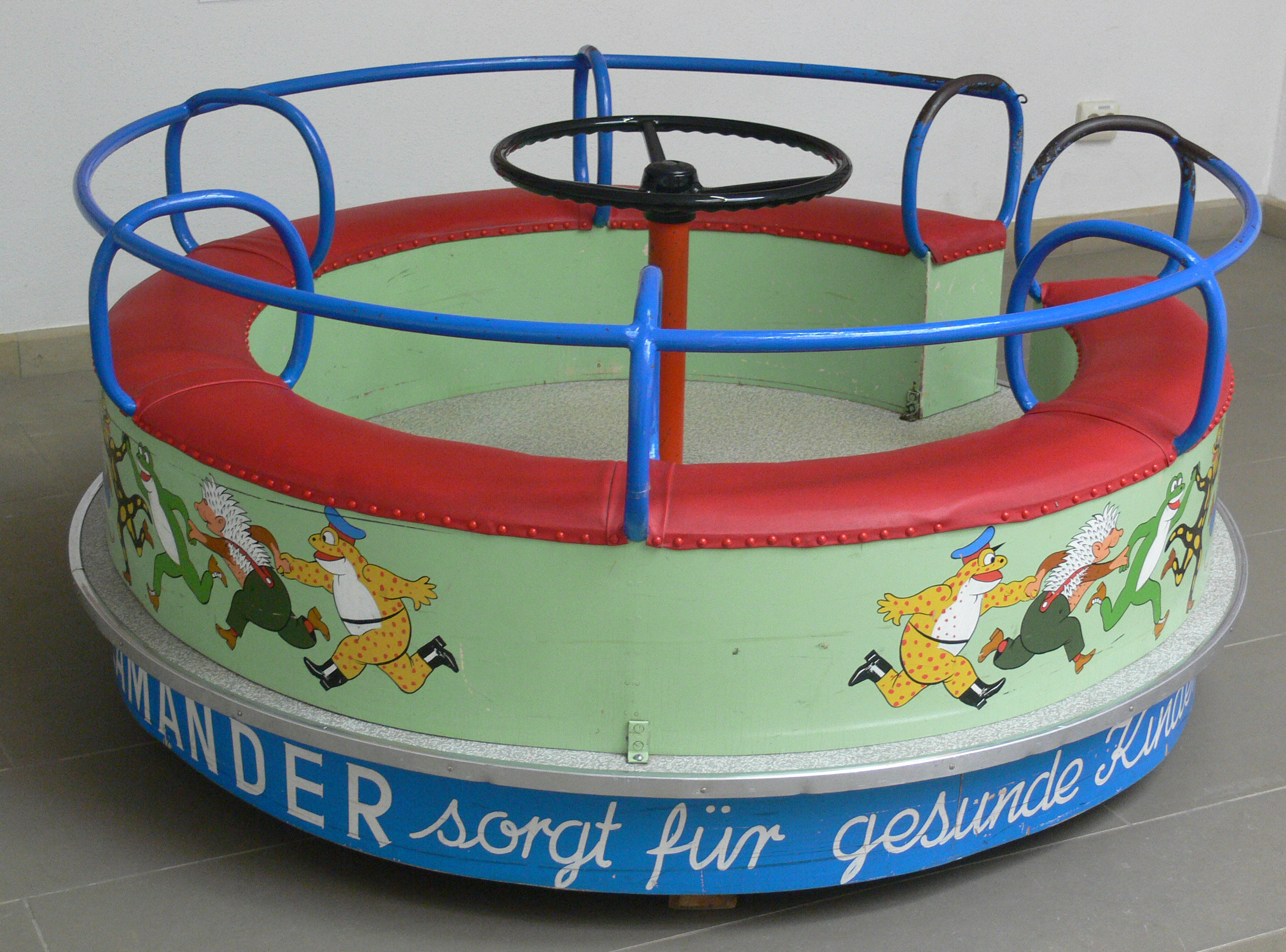
Sitzkarussell
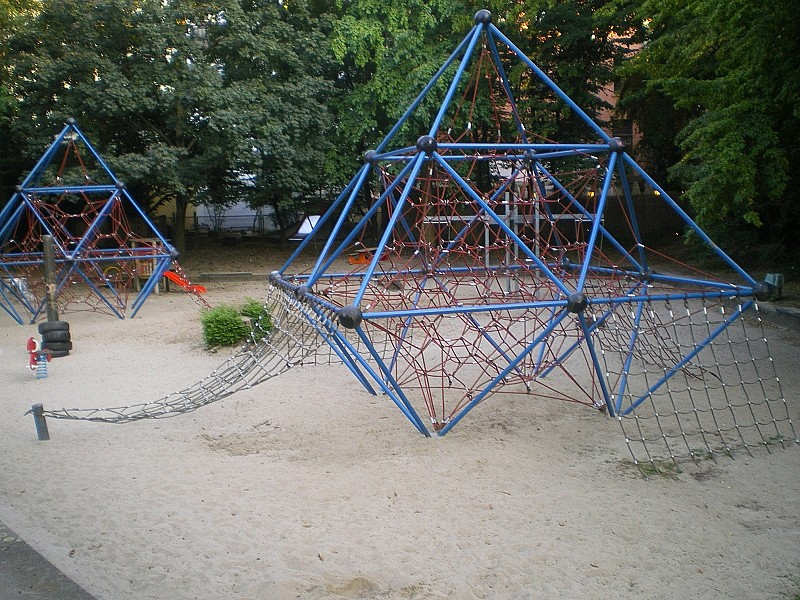
Klettergerüst mit Netz
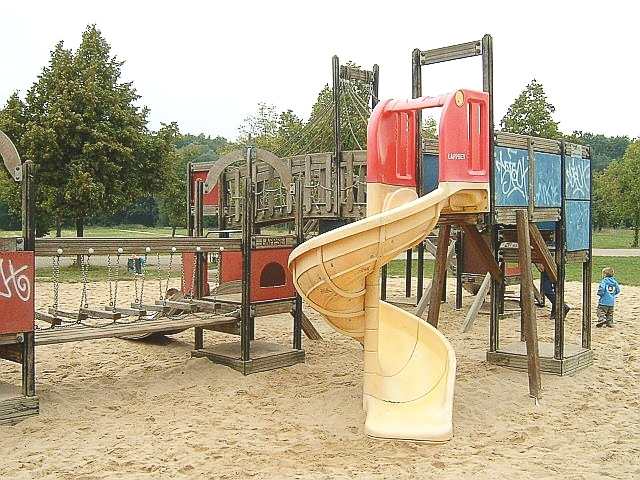
Kletterlandschaft
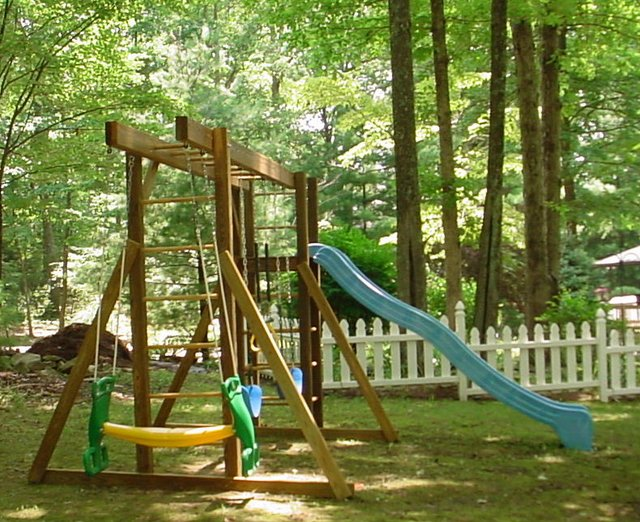
Schaukel und Rutsche
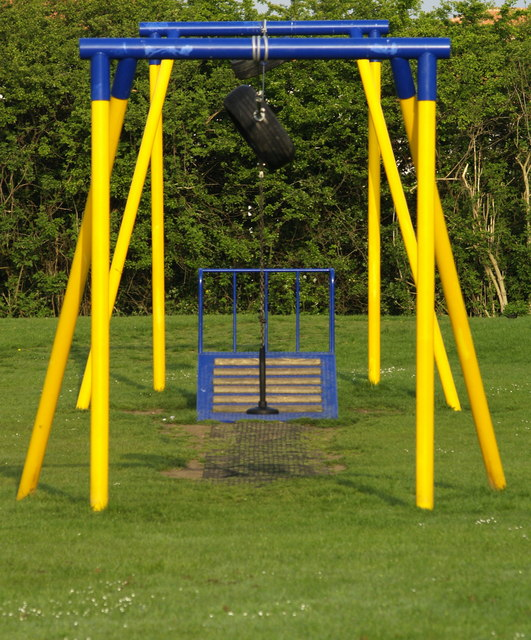
Seilbahn
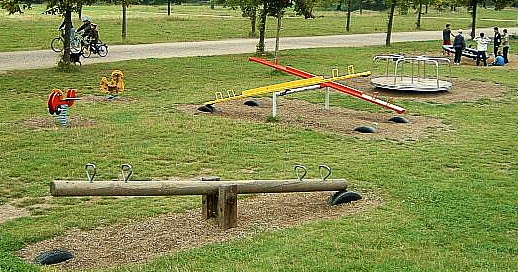
Wippe
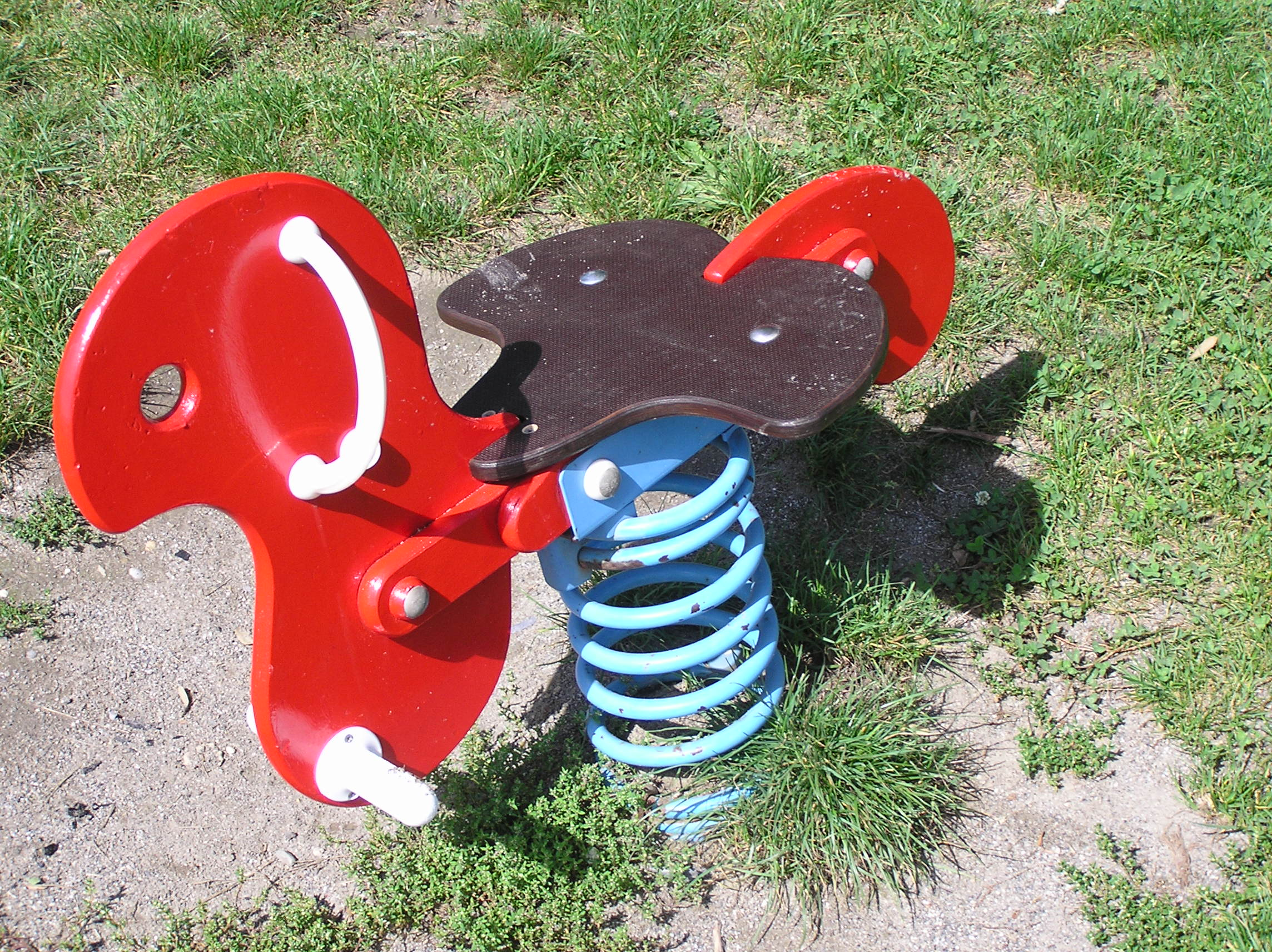
Federwipptier
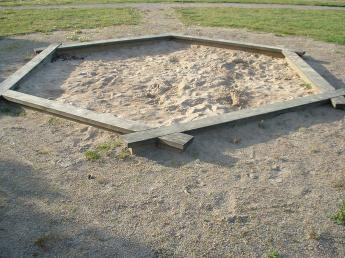
Sandkasten
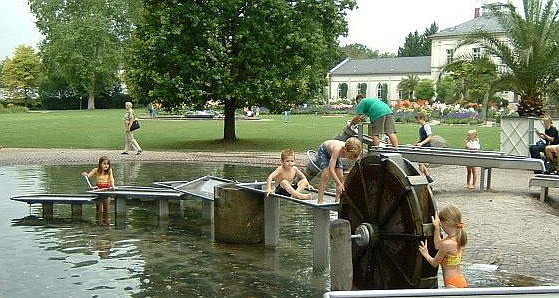
Wasserspielplatz
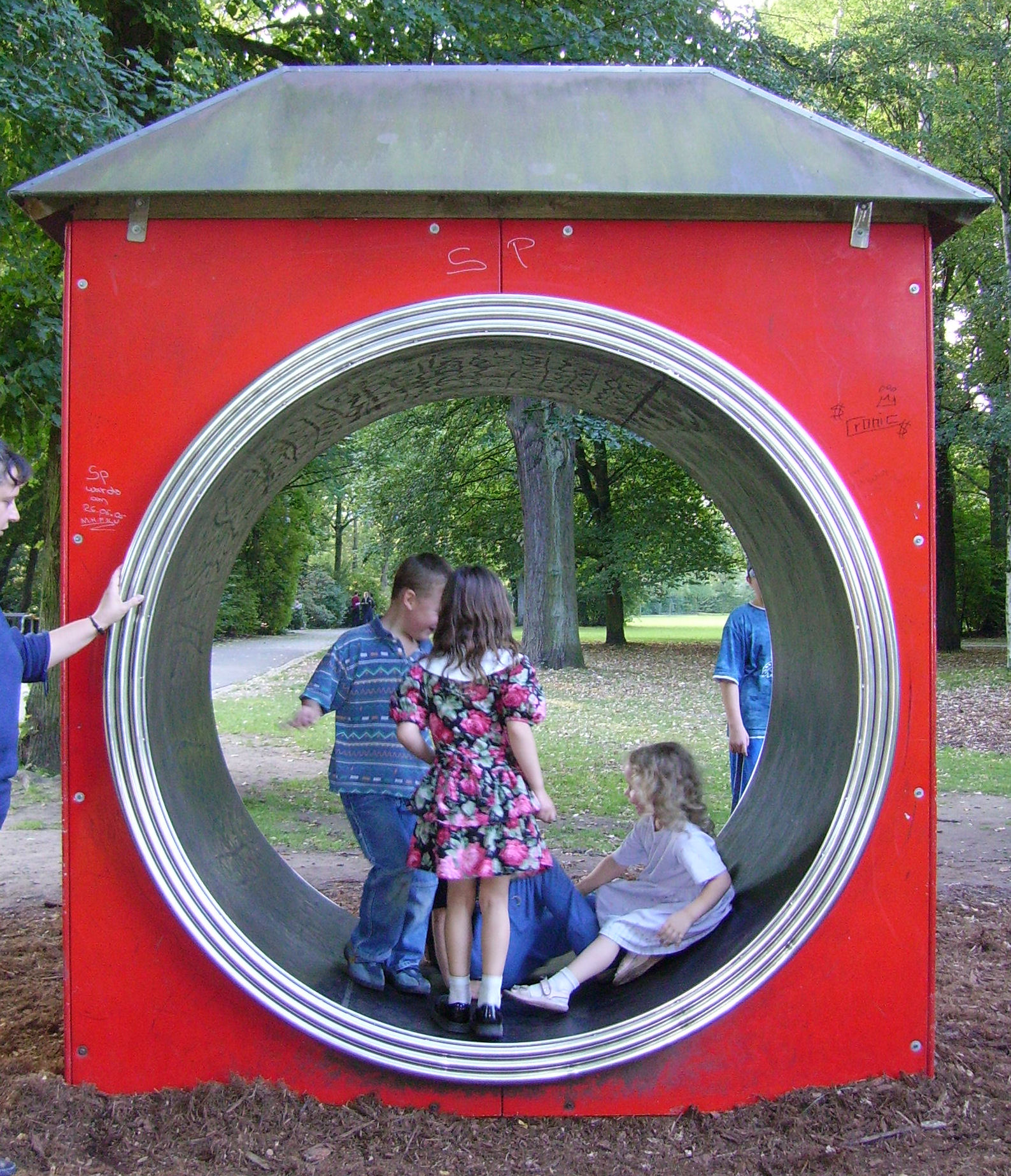
Hamsterrolle
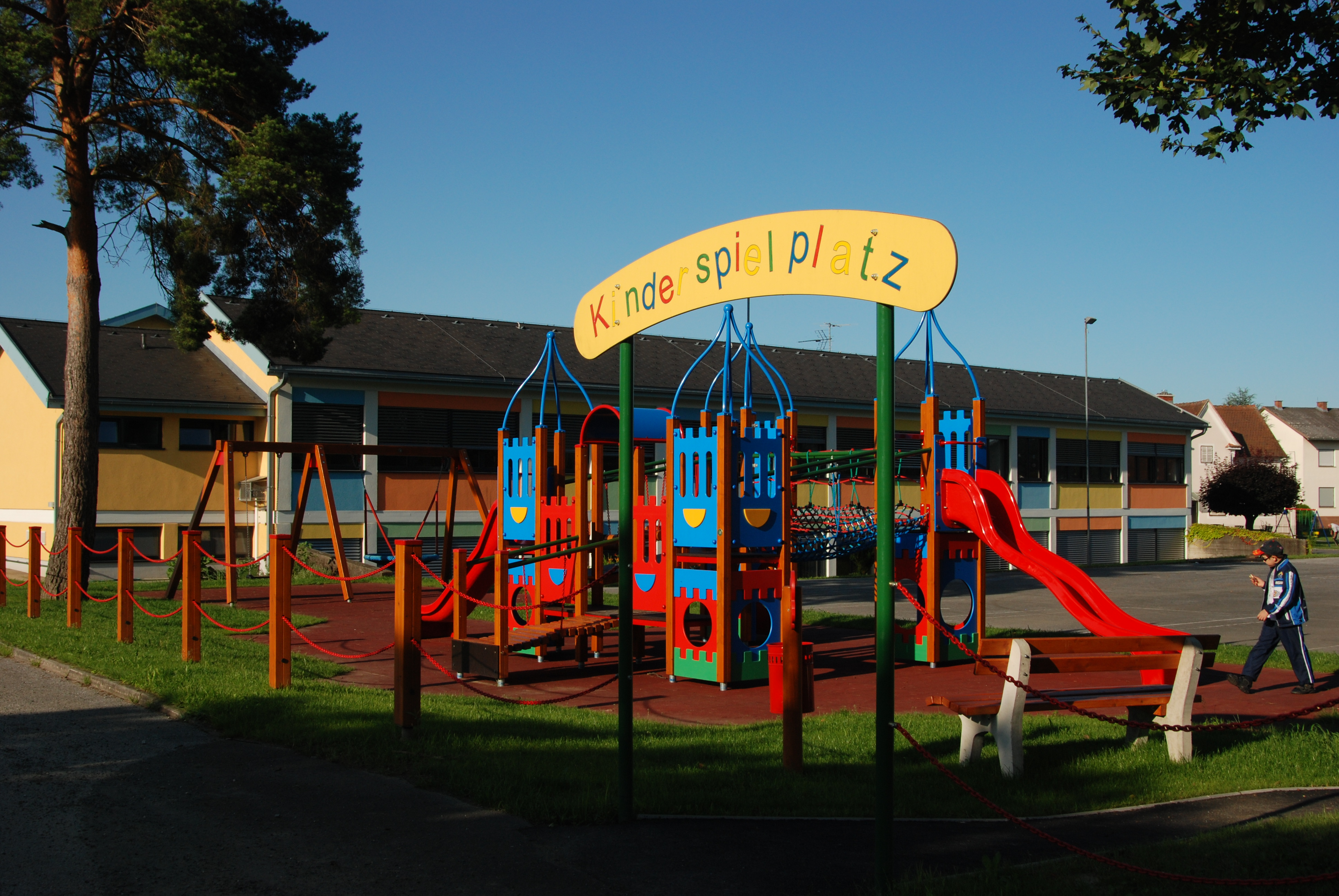
Gesamtanlage

### Kennzeichnung

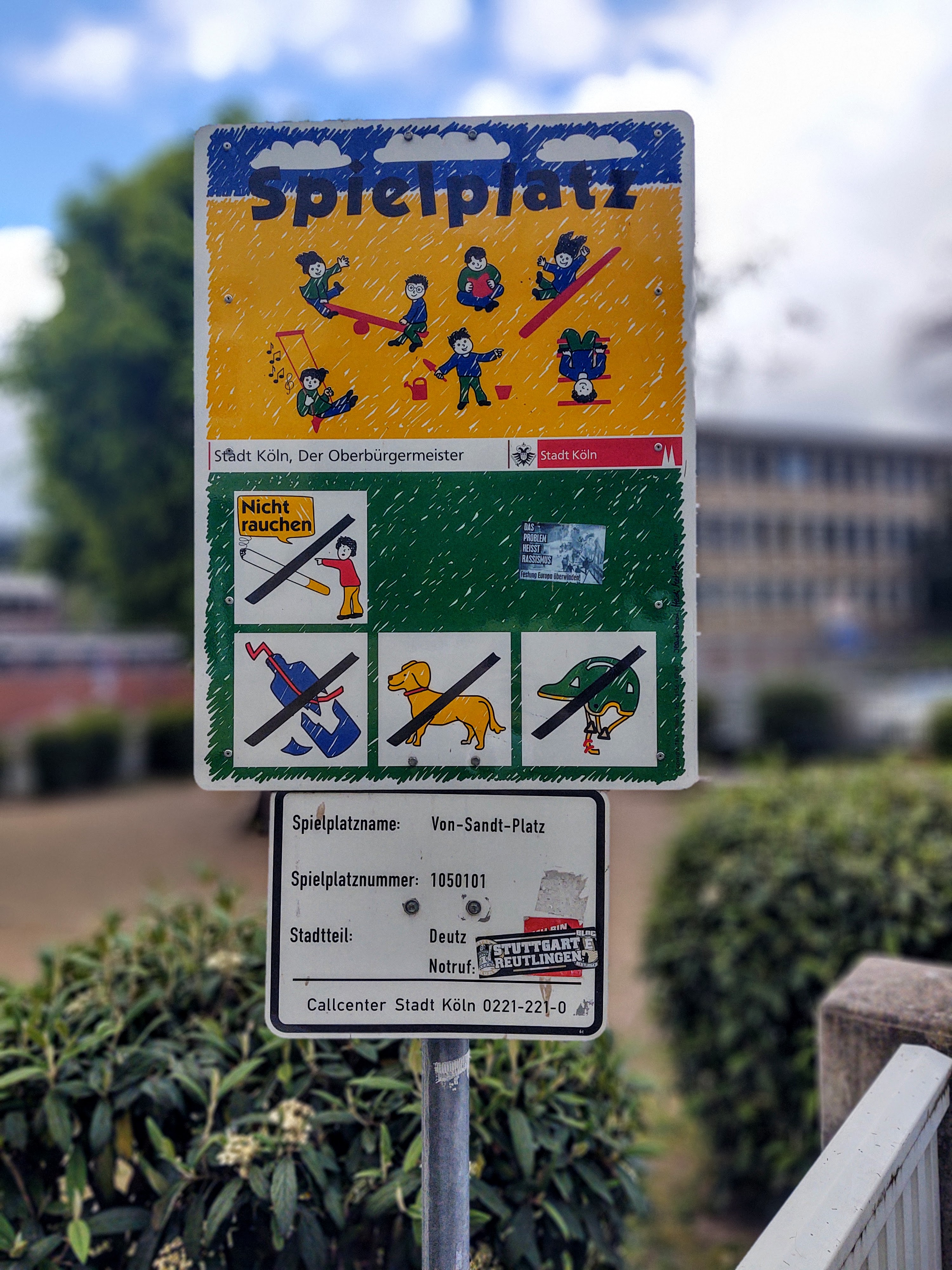
Hinweisschild der Stadt Köln an einem Kölner Spielplatz

Auf die Alterseinteilung sollte gegebenenfalls am Spielplatz oder den Geräten hingewiesen werden.
Einige Berliner Bezirksverwaltungen sehen eine solche Kennzeichnung nicht als notwendig an und führen aus: „...einerseits würde die Kompetenz der Aufsichtspersonen in Zweifel gezogen, andererseits sagt das biologische Alter eines Kindes nichts über dessen Koordinierungsfähigkeiten und Kraft aus. Allein die Größe mancher Gerätschaft gibt ja schon Hinweise auf die Zielgruppe. Darüber hinaus sehen die Konstruktionsvorschriften einen dreifachen Sicherheitsfaktor vor, das heißt, die Nutzung aller Geräte durch ältere Kinder und selbst Erwachsene ist unproblematisch. Und Bolzplätze erhalten ein Zusatzschild „für Kinder unter 18 Jahren“ mit einem Verweis auf die einzuhaltenden Ruhezeiten.“
Wenn der Spielplatz auf einem Schild mit einem einprägsamen und eindeutigen Namen gekennzeichnet wird, ist der Aufenthaltsort bei einem Notfalleinsatz einfach bekannt zu geben. Eine Spielplatzbeschilderung gem. Vorgabe EN 1176 ist seit 2020 auf öffentlichen Spielplätzen vorgeschrieben.
Häufig werden Gebote und Verbote auf Schildern als Piktogramme dargestellt: Radfahrverbot, Verbot von Suchtmitteln, Hundeverbot, keine Benutzung bei Schnee und Eis sowie Ablegen von Helmen.
Da sich die Telefonnummern des zuständigen Amts oder Spielplatzbetreibers gelegentlich ändern, können diese vorteilhaft als Aufkleber angebracht werden.
Als feste Installation sollte die zugehörigen Telefonnummern genannt werden. In Deutschland wären das die Behördennummer 115 und die Nummer des medizinischen Notrufs.

## Unfälle auf Spielplätzen

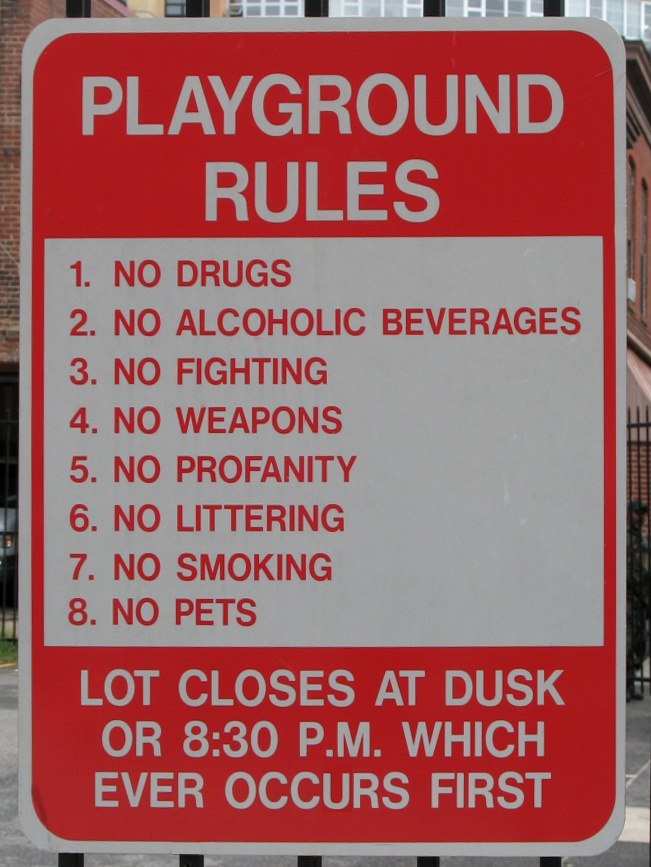
Eindeutige Vorschriften an einem Spielplatz in Washington

Unfälle lassen sich oft auf Mängel an den Geräten zurückführen, die durch sachkundige Kontrollen vermeidbar gewesen wären. Bei tödlichen und schweren Unfällen überwiegen drei Mängelkategorien:
1. Instabile Pfosten, Fundamente, Verankerungen im Boden, überwiegend durch Holzfäulnis infolge Pilzbefall hervorgerufen. Hölzerne Einmastgeräte sind besonders gefährdet. Verletzungen entstehen beim Sturz oder durch herunterstürzende Teile des Gerätes.
2. Fangstellen für Kleidung, z. B. Spalten zwischen 3,6 mm und 25 mm, Winkel kleiner als 60 Grad oder die Enden von Stäben und anderen Bauteilen, an denen Ketten, Kapuzen, Anorakkordeln, Schals, Schlüsselanhänger, Gurte von Fahrradhelmen hängenbleiben.
3. Fangstellen für den Kopf durch Abstände zwischen 8,9 cm und 23 cm (gem. EN 1176:2008) zwischen Brettern und ähnlichem. Kinder können hineinrutschen und sich mit dem eigenen Gewicht erdrosseln.

Bei Fahrradhelmen sind auch Fangstellen mit größerer Öffnung als 23 cm problematisch. Deswegen sollen Helme auf Spielplätzen nicht getragen werden und es sollte ein Warnschild mit einem durchgestrichenen Fahrradhelm aufgestellt werden.

## Besondere Formen von Spielplätzen

### Hallenspielplatz
Ein Hallenspielplatz (auch Indoorspielplatz) ist ein überdachter, wettergeschützter Kinderspielplatz. Die Ausstattung erfolgt in Form von professionellen Spielgeräten, ergänzt durch Gastronomie mit Sitzplätzen für Kinder und begleitende Erwachsene, sowie Kindergeburtstagsräumen. Die Zielgruppe der Hallenspielplatzbetreiber sind Familien mit Kindern und Kindergruppen.

### Abenteuerspielplatz
Abenteuerspielplätze sind in der Regel von Lehrern oder Sozialpädagogen betreut und bieten den Kindern Möglichkeiten, mit Werkzeug umzugehen (z. B.: beim Hüttenbau).
Da Abenteuerspielplätze nicht frei zugänglich und betreut sind, unterliegen sie nicht den Spielplatznormen und müssen nicht abgenommen und kontrolliert werden. Die Verantwortung für die Sicherheit tragen die Betreuer.

### Erlebnisspielräume

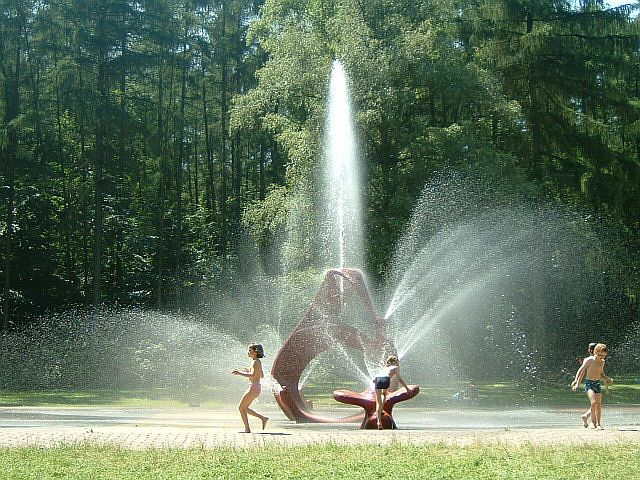
Wasserspiele auf einem Frankfurter Spielplatz

Es gibt Möglichkeiten, Spielplätze zu Erlebnisspielräumen weiterzuentwickeln. Dazu gehört eine ansprechende Geländemodellierung, der Einbezug der Vegetation, insbesondere der Bäume, die Möglichkeit mit Wasser zu spielen und zu matschen. Ruhige Bereiche sind so gestaltet, dass sie die Kommunikation und kreatives Spielen fördern. Ergänzungen mit Sinnelementen wie Waldxylophon, Summ- und Klangsteine, Barfußpfad erweitern das Erlebnisspektrum. Idealerweise enthält ein Erlebnisspielraum Angebote für alle Generationen, wie z. B. Gartenschach, Beachvolleyball, Bocciabahn.

### Mehrgenerationenplatz
Ein Spielplatz kann auch zu einer Nutzung für „Jung und Alt“ umgestaltet werden. Dazu lässt sich beispielsweise ein angrenzender Bereich für ältere Menschen mit speziellen Spiel- bzw. Trainingsgeräten ausstatten. Eine etwas andere Lösung sind sogenannte Bewegungsparcours, die sich an Menschen aller Altersgruppen wenden, und als Bewegungspark in öffentlichen Parkanlagen eingerichtet oder Teil eines Seniorenzentrums oder Klinikums sein können. Die Bezeichnung „Seniorenspielplatz“ benennt das Konzept eines abgegrenzten Bewegungsplatzes (Trimm-Dich-Platzes) im Freien. Solche Einrichtungen haben außerdem häufig Spielflächen, z. B. für Boccia. Ähnlich wie Spielplatzgeräte oder Sportgeräte unterliegen auch Fitness- und Trimmgeräte Sicherheitsanforderungen und Prüfintervallen, z. B. gemäß EN 16630.

## Beispiele für die Vielgestaltigkeit von Spielplätzen

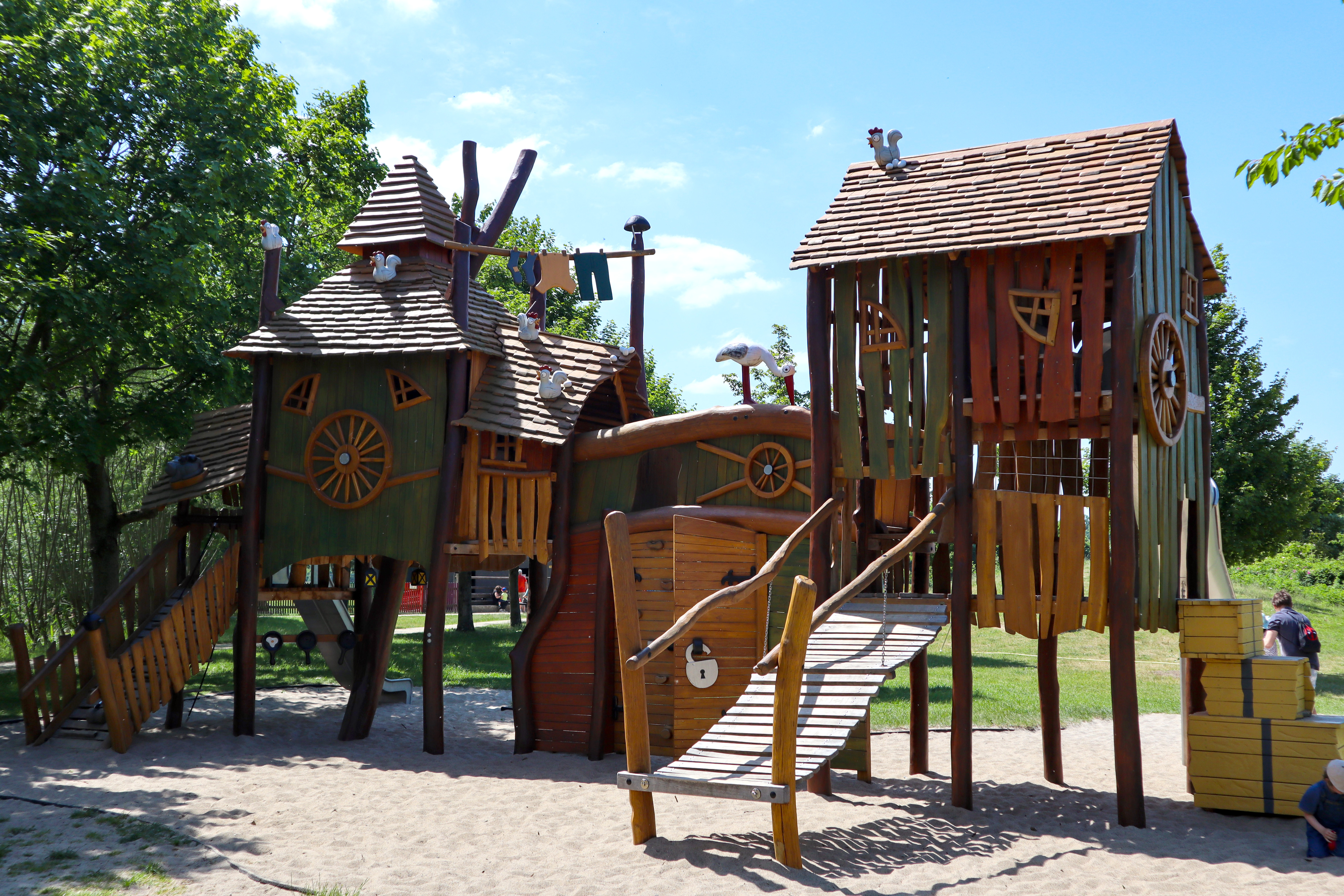
Holzhäuser auf Stelzen
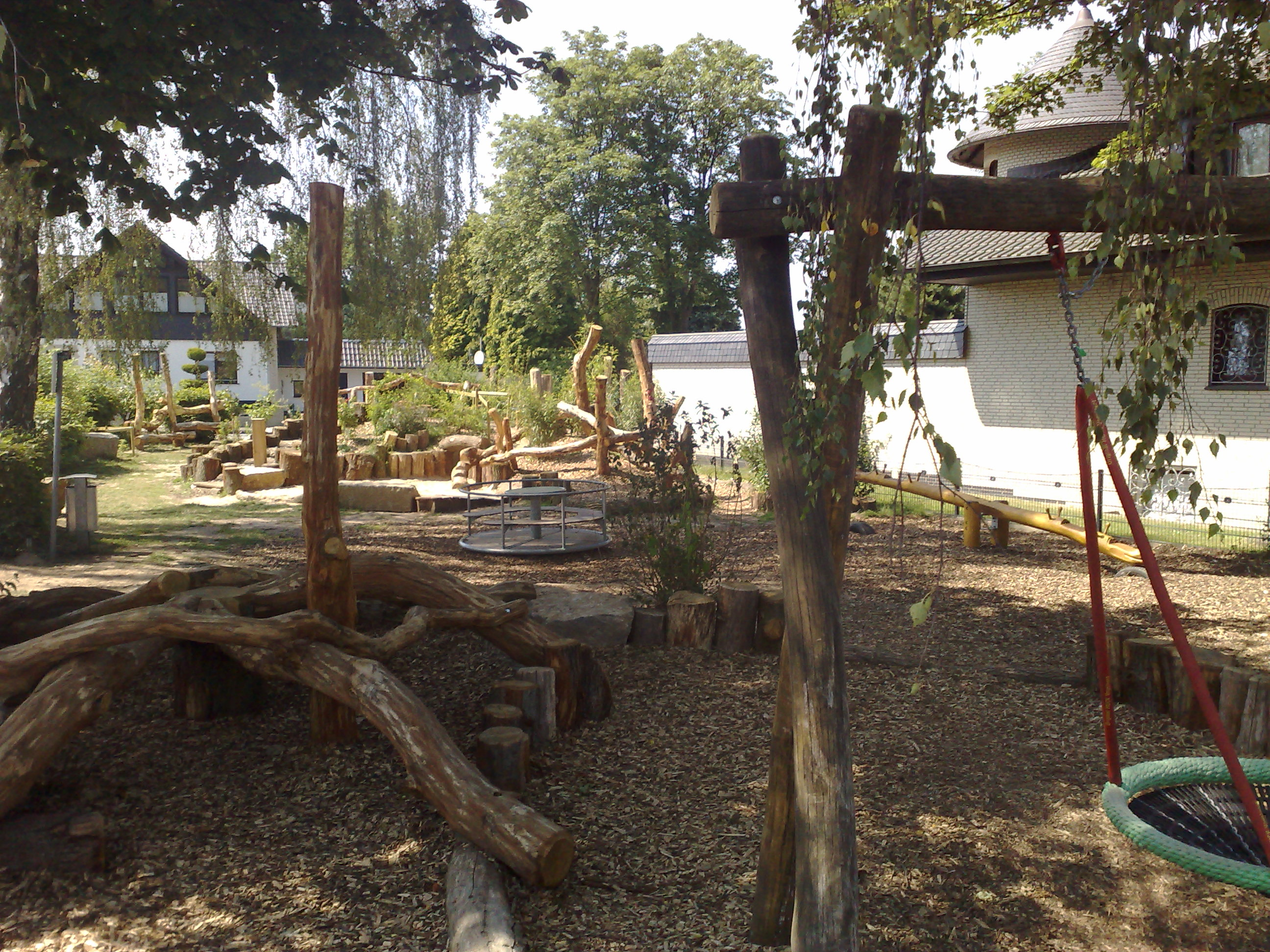
Spielplatz aus gewachsenem Holz
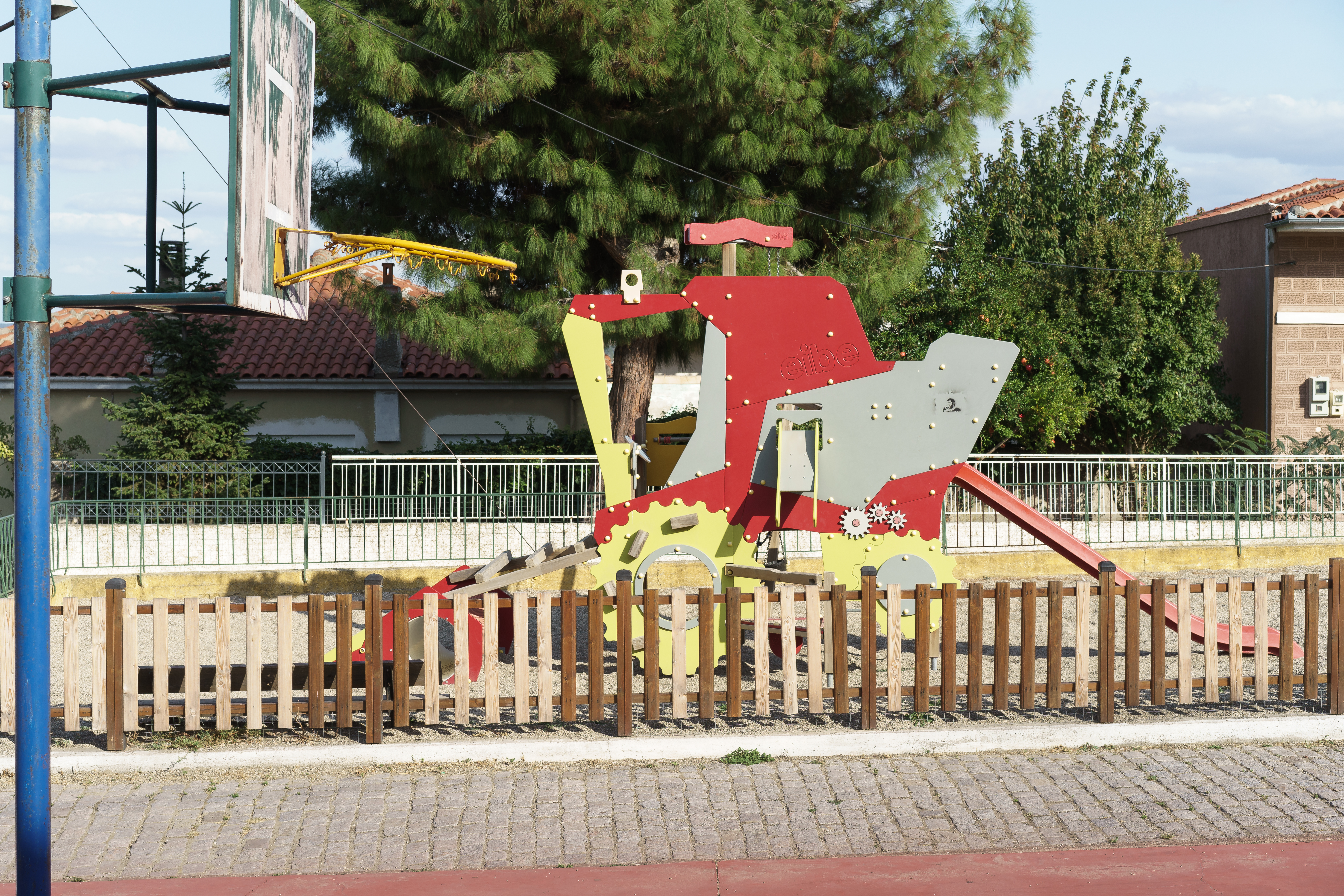
Themenspielplatz mit Landmaschine
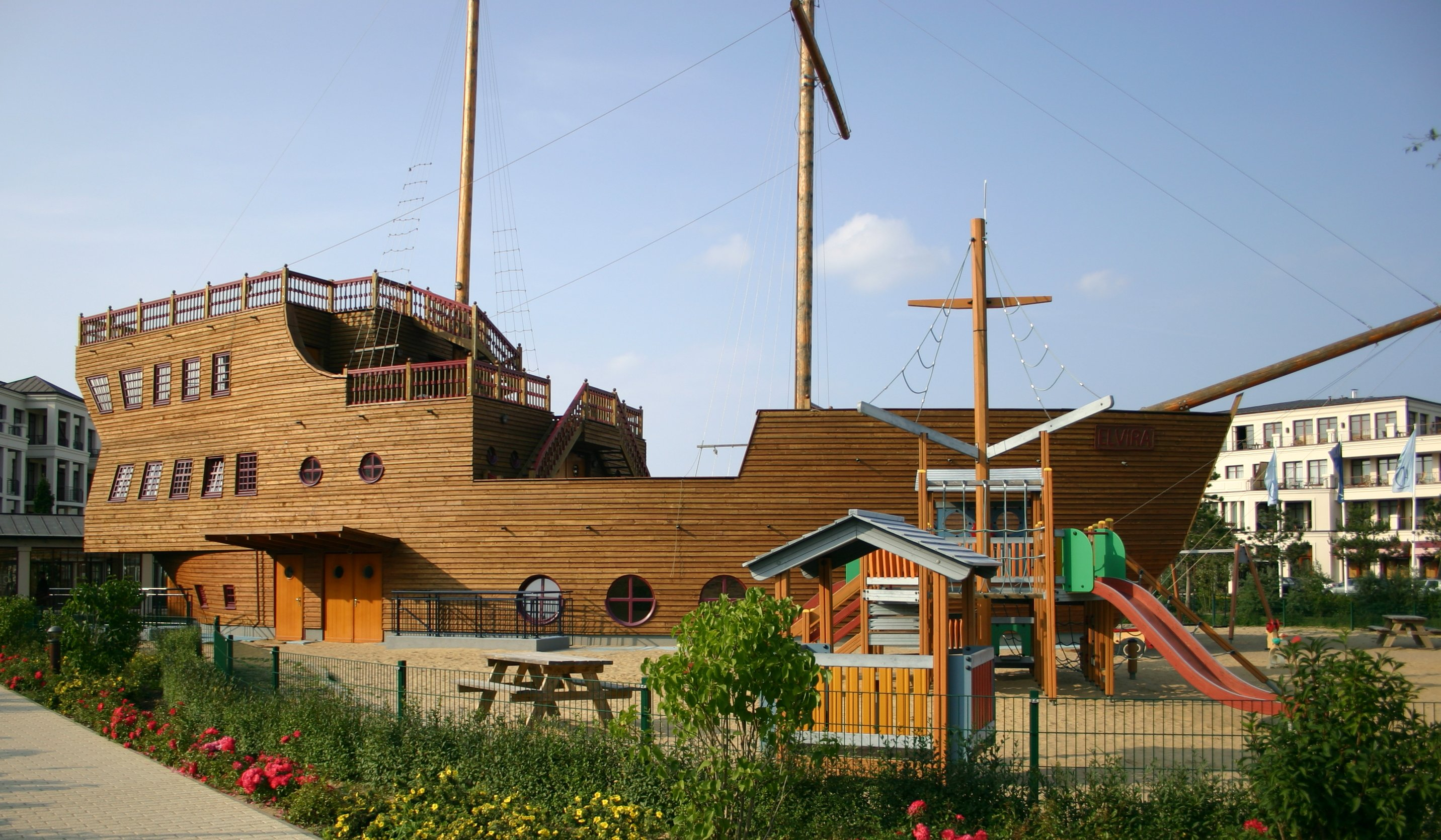
Spielplatz der Yachthafenresidenz Hohe Düne in Rostock
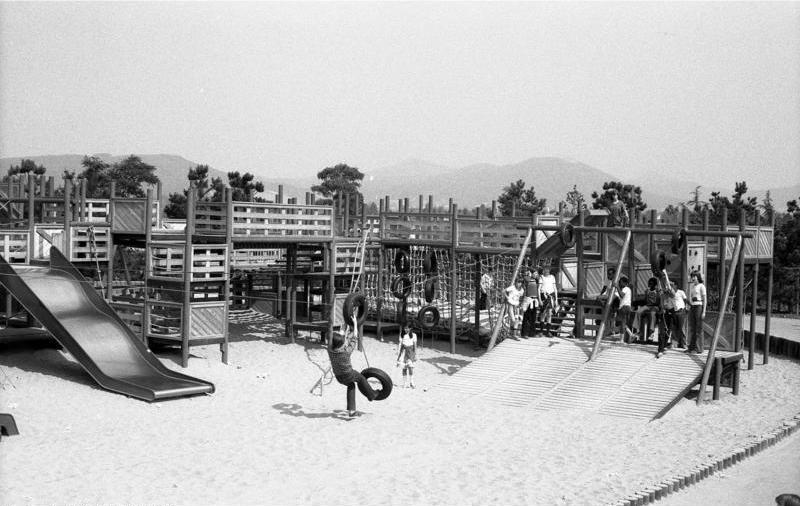
Spielplatz auf der Bundesgartenschau 1979
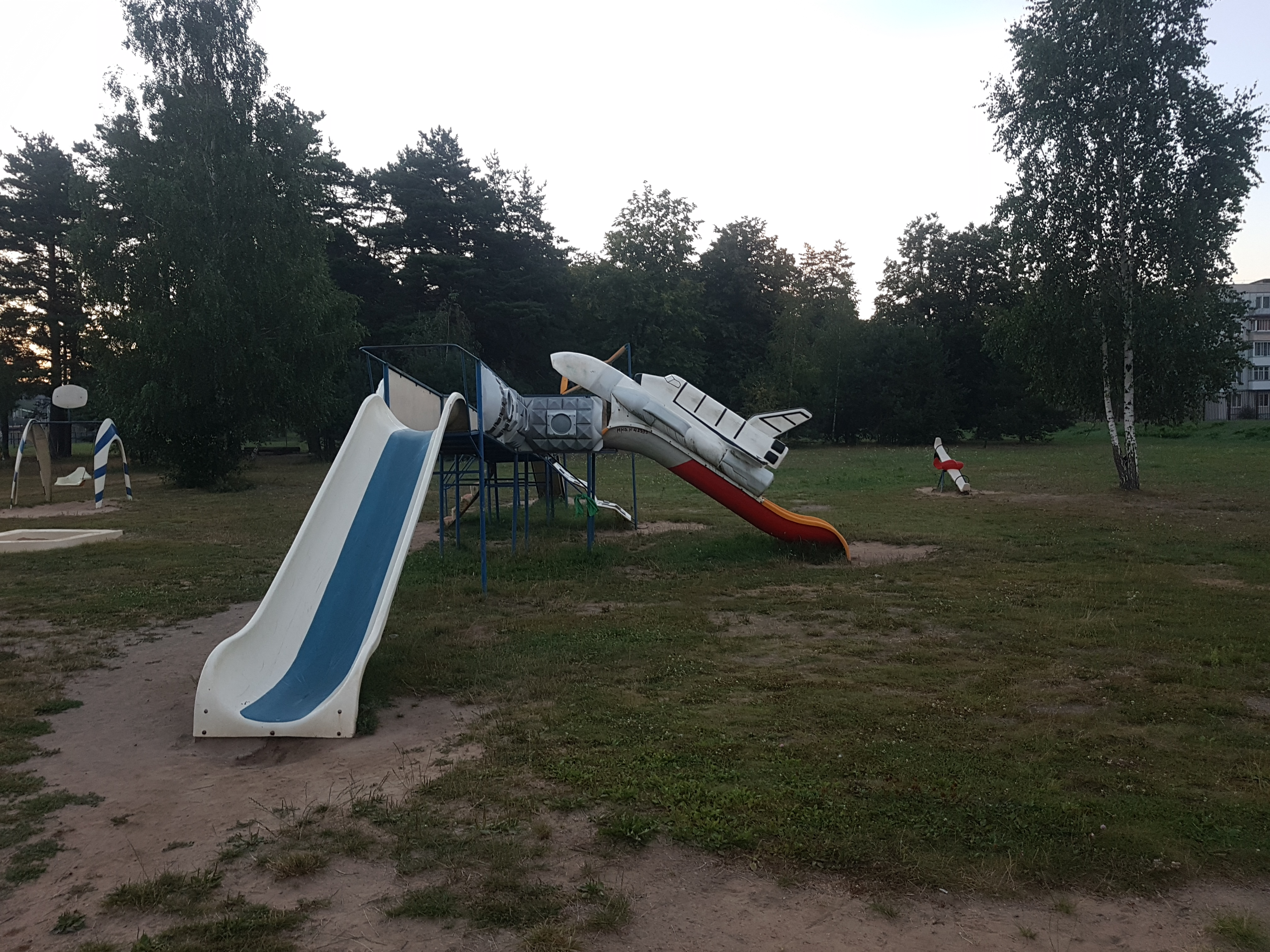
Spielplatz in Marjina Horka, Belarus
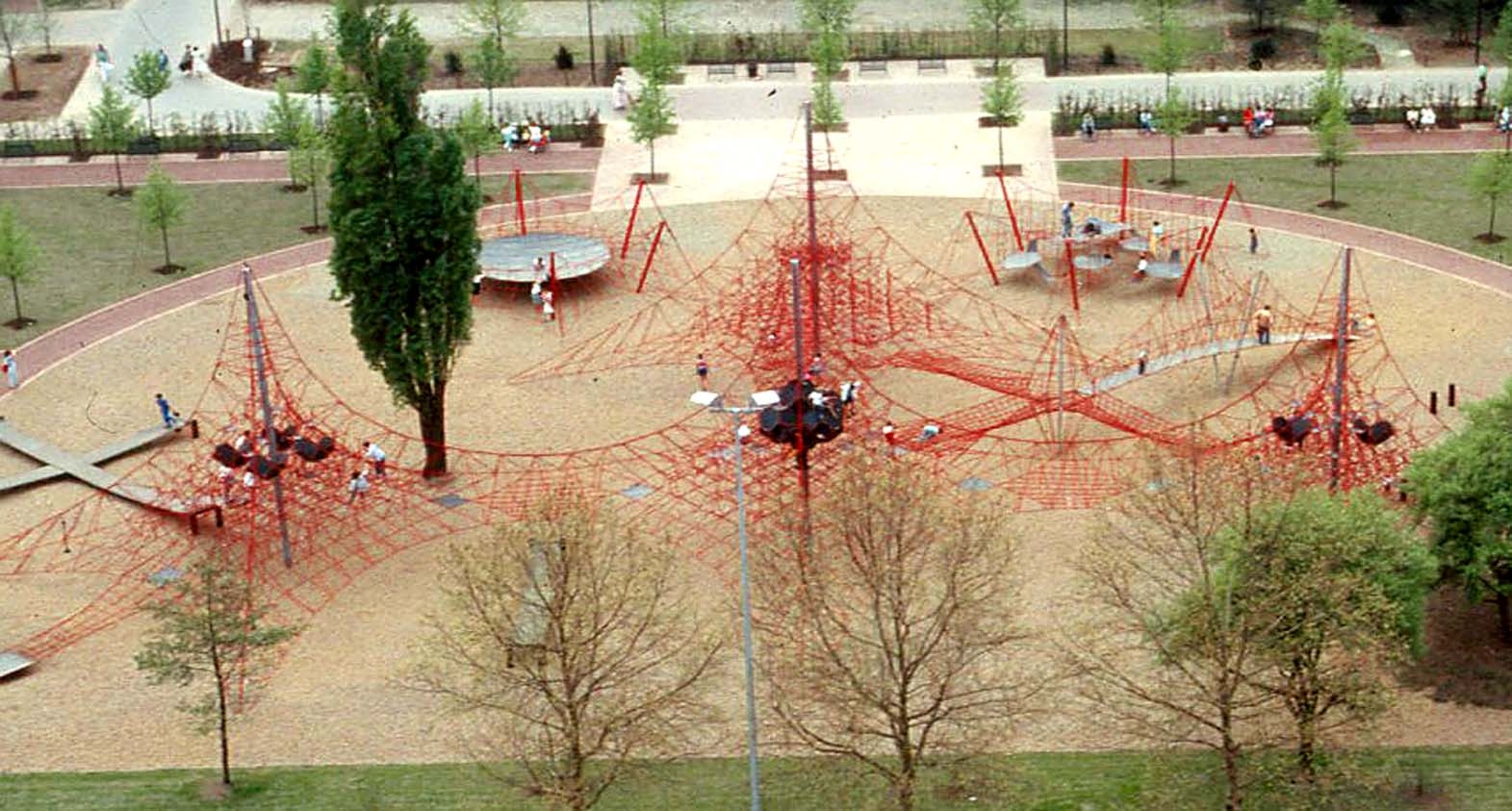
Moderner Spielplatz mit weitgefächertem Kletternetz
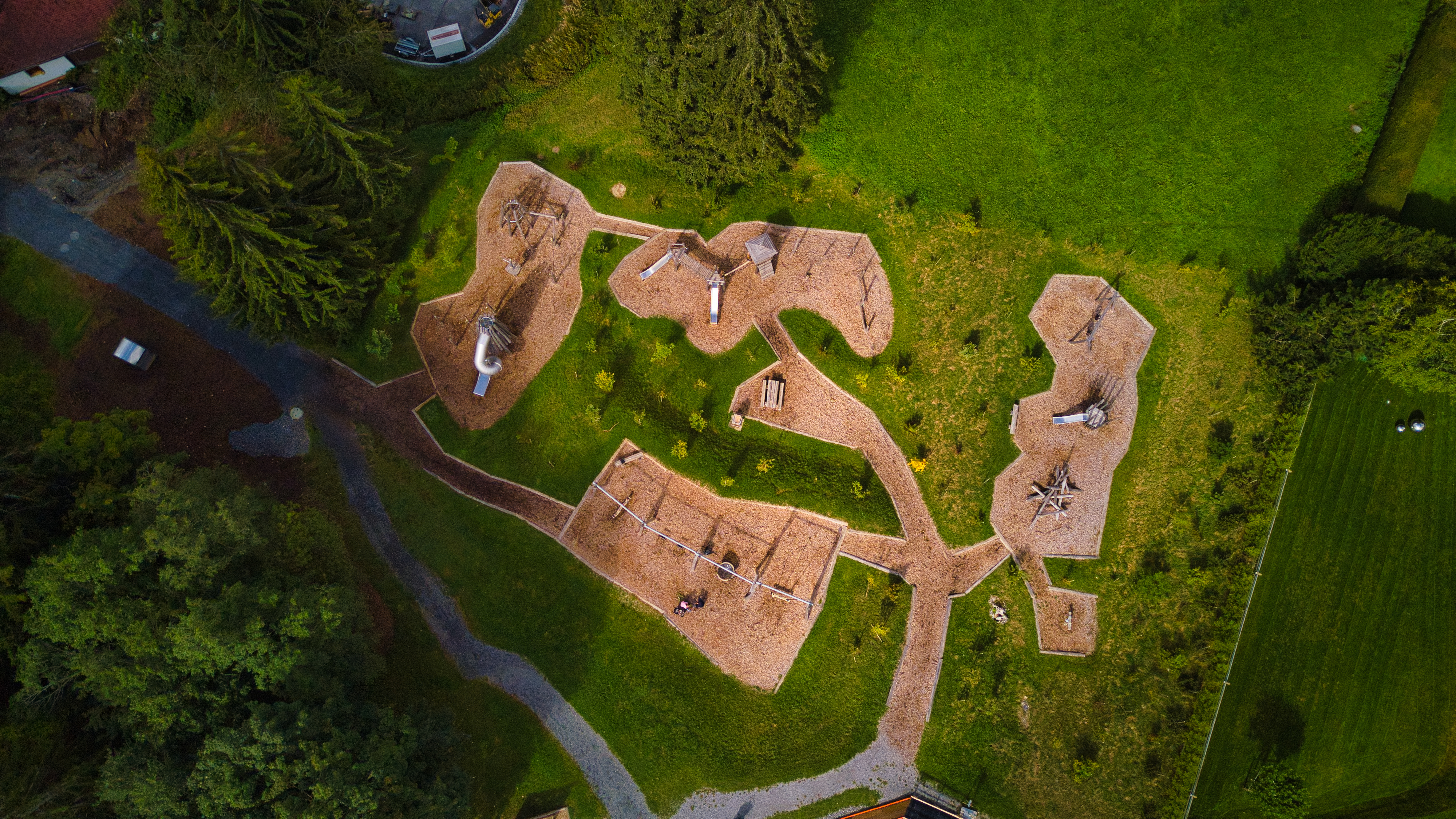
Vielfältiger Spielplatz in der Schweiz aus der Vogelperspektive
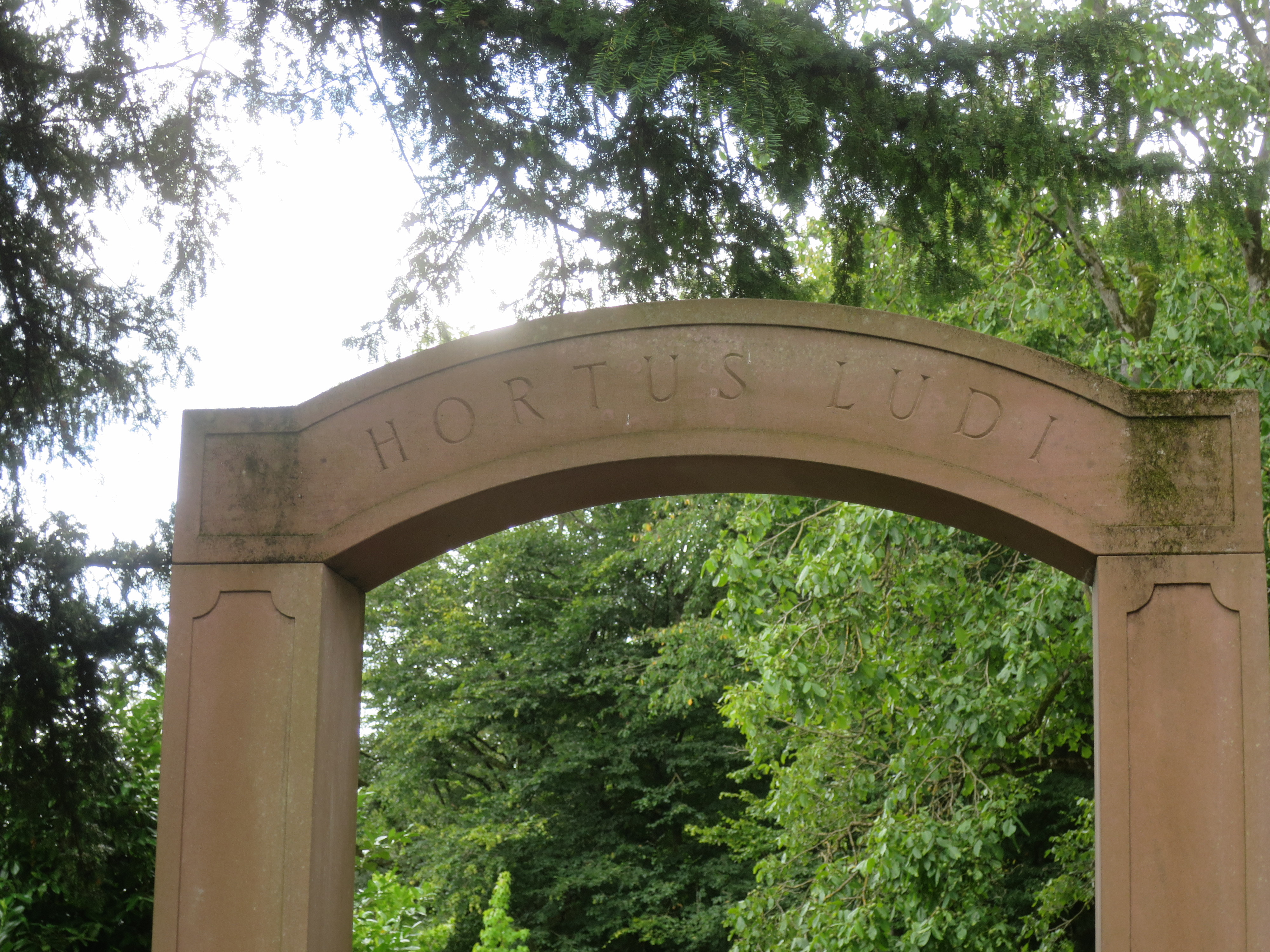
Für Kinder mit klassischer Bildung: Eingang zum Spielplatz Kloster Eberbach